# Diskit
Diskit är en infektion som primärt drabbar intervertebraldiskarna. Lokalisationen är företrädesvis i ländryggen. Diskiter är vanligare hos barn, då deras diskar fortfarande är kärlförsörjda. Detta möjliggör hematogen smittspridning. Hos vuxna förekommer diskit framförallt som postoperativ komplikation till ryggkirurgi (incidens på 0,5 %), men även vid nedsatt allmäntillstånd, till exempel vid intravenöst missbruk. Det mest karakteristiska symtomet vid diskit är svår smärta, framförallt av mekanisk karaktär. Med detta menas att smärtorna förekommer vid rörelse och lindras av immobilisering. Sjukdomsförloppet kan vara akut eller ha ett mer utdraget förlopp.
Andra symtom på tillståndet inkluderar en förändrad kroppshållning, stelhet i ryggen, försämrad rörlighet, smärta eller obehag i magtrakten samt feber. Diskit kan orsakas av virala eller bakteriella infektioner samt autoimmuna sjukdomar. Infektionen eller immunförsvarets svar orsakar svullnad och inflammation, vilket kan leda till värk och andra symtom.